# Raposo Tavares (Osasco)

Localizaç
ão do bairro Raposo Tavares em Osasco.

O Raposo Tavares é um bairro de Osasco.É delimitado ao Norte pelo
bairro Santa Maria; a Leste com o município de São Paulo; ao Sul e a
Oeste com o município de Cotia. Seus loteamentos são: Chácara Everest; Jardim Armindo Arede.  O bairro  tem aproximadamente 500 habitantes. Suas características  topográficas são de montanhas.

## Principais vias
- Rodovia Raposo Tavares[1]
- Rodoanel
- Rua José Pascowitch
- Avenida Doutor Altair Martins

## Dados da segurança pública do bairro
| Ocorrências de 2004      | Números | Porcentagem % |
| ------------------------ | ------- | ------------- |
| Tráfico de entorpecentes | 7       | 53,85         |
| Furto                    | 4       | 30,77         |
| Roubo                    | 2       | 15,38         |
| Total Ocorrências        | 13      | 100,0         |